# Johan Jensen
Johan Ludwig William Valdemar Jensen, comunemente noto come Johan Jensen (Nakskov, 8 maggio 1859 – Copenaghen, 5 marzo 1925), è stato un matematico e ingegnere danese.
Johan Jensen è noto principalmente per la sua disuguaglianza, appunto la disuguaglianza di Jensen. Nel 1915, Jensen ha anche dimostrato la formula di Jensen, nell'ambito dell'analisi complessa. Un suo risultato meno noto è la dimostrazione dell'esistenza di infiniti numeri primi irregolari.